# Matti Köli
Matti Tapani Köli (Nurmijärvi, 24 dicembre 1930 – Helsinki, 1º gennaio 2018) è stato un cestista finlandese.

## Carriera
Con la Finlandia ha disputato i Campionati europei del 1959.

## Palmarès
- Campionato finlandese: 3

Helsingin Kisa-Toverit: 1961, 1962, 1962-63